# Bloodstained: Ritual of the Night
Bloodstained: Ritual of the Night — игра от геймдизайнера и создателя игры Castlevania: Symphony of the Night Кодзи Игараси. Вышла 18 июня 2019 года для платформ Microsoft Windows, PlayStation 4 и Xbox One, версия для Nintendo Switch вышла 25 июня 2019 года.

## Сюжет
Главный герой — девушка по имени Мириам, сирота, которая была захвачена гильдией алхимиков и подверглась магическим экспериментам, в результате которых она впала в кому.
Очнувшись через 10 лет Мириам обнаружила, что была проклята, а её жизнь поддерживал алхимик по имени Йоханнес. Проклятие Мириам можно снять если собрать множество кристаллических осколков от демонов, которых призвал в этот мир Гебель — потерявший свою человечность оскольщик и ещё одна жертва магических экспериментов.
Мириам отправляется в Замок Демонов, дабы противостоять Гебелю, снять проклятие и спасти мир.

## Геймплей
Игра представляет собой типичного представителя жанра метроидвания. Побеждая врагов, Мириам получает разнообразные силы благодаря кристаллам на её теле. Также в игре присутствует система крафта для создания нового оружия или брони. Игра работает в 2.5D формате, дабы, по словам создателей, соответствовать серии игр Castlevania.

## Разработка
Сбор средств на разработку игры осуществлялся с помощью сервиса Kickstarter, было собрано около 5,5 млн долларов из необходимых 500 тыс.
Версия игры для PC, PlayStation 4, Xbox One разрабатывается японской компанией Inti Creates, портирование игры для PlayStation Vita, Wii U и Nintendo Switch осуществлялось Armature.
21 марта 2017 года было объявлено, что игра не выйдет на Wii U, вместо этого игра будет портирована на Nintendo Switch. 20 августа 2018 года было сообщено об отмене версии для PlayStation Vita, а также переносе игры на 2019 год вследствие негативных отзывов игроков о демоверсии игры. 2 мая 2019 был выпущен трейлер игры, демонстрирующий изменённую графику и стилистику персонажей, а также объявлены даты выхода игры.
3 июня 2019 года стало известно, что издательством физических копий игры для игровых консолей Nintendo Switch, PlayStation 4 и Xbox One в России займётся компания «Бука».
Релиз игры для платформ Microsoft Windows, PlayStation 4 и Xbox One состоялся 18 июня 2019 года, версии для Nintendo Switch 25 июня 2019 года.

## Отзывы
| Сводный рейтинг | Сводный рейтинг | Сводный рейтинг |
| Издание         | Оценка          | Оценка          |
| Издание         | PC              | PS4             |
| --------------- | --------------- | --------------- |
| GameRankings    | 84,17 %         | 83,63 %         |